# 库普赖
库普赖（法語：Coupray，法語發音：[kupʁɛ]）是法国上马恩省的一个市镇，属于肖蒙区。

## 地理
库普赖（47°58'33"N, 4°56'36"E）面积12.1 平方千米，位于法国大東部大區上马恩省，该省份为法国东北部内陆省份，北起马恩省和默兹省，西接奥布省，西南接科多尔省，东南接上索恩省，东临孚日省。
与库普赖接壤的市镇（或旧市镇、城区）包括：拉特勒塞-奥布河畔奥尔穆瓦、奥布河畔奥布皮埃尔、沙托维兰、库尔莱韦克、当瑟瓦尔。

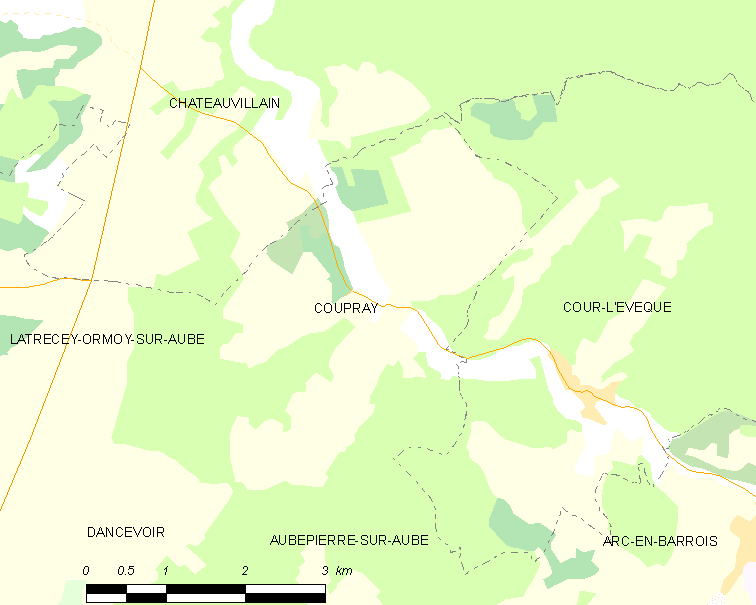
库普赖的OSM定位图

库普赖的时区为UTC+01:00、UTC+02:00（夏令时）。

## 行政
库普赖的邮政编码为52210，INSEE市镇编码为52146。

## 政治
库普赖所属的省级选区为沙托维兰县。

## 人口

1962-2008年间库普赖人口变化图示

库普赖于2022年1月1日时的人口数量为169人。